# Tetrarpages lansbergei
Tetrarpages lansbergei är en skalbaggsart som beskrevs av Thomson 1868. Tetrarpages lansbergei ingår i släktet Tetrarpages och familjen långhorningar.
Artens utbredningsområde är Venezuela. Inga underarter finns listade i Catalogue of Life.